# Santiago Zannou
Santiago Ahuanojinou Zannou, conocido como Santiago Zannou (Madrid, 1977), es un director de cine español. Su padre emigró de Benín a España en torno a 1970, mientras que su madre es aragonesa. Santiago es el menor de los tres hijos del matrimonio.

## Biografía
Nacido en el barrio madrileño de Carabanchel, en la adolescencia se fue a vivir a Mallorca, donde fue dependiente, camarero e incluso jugó en un equipo de tercera división. Su vocación por el cine nació, según narra, cuando su hermano mayor, productor discográfico, trabajó en la banda sonora de un cortometraje. En la misma época, leyó la carta de unos niños que habían llegado clandestinamente a Bélgica viajando en los bajos de un camión, con lo que descubrió su vocación por contar historias. En ese punto se fue a Barcelona, estudiando en el Centre d'Estudis Cinematogràfics de Catalunya (CECC). Tras conocer en un viaje a Madrid a Juan Manuel Montilla, El Langui, un rapero madrileño miembro del grupo La Excepción, decidió escribir la historia que se convertiría posteriormente en su primer largometraje, El truco del manco (2008), por el que obtuvo el Goya a la mejor dirección novel en la XXIII edición de los Premios Goya. Anteriormente había escrito y dirigido dos cortos, Cara sucia (2004), por el que fue candidato al mejor cortometraje de ficción de los Premios Goya, y Mercancías (2005).
En noviembre de 2009 dirigió un documental, El alma de La Roja, a propósito del centenario de la Federación Española de Fútbol. Se trata de un emotivo documento que narra las experiencias y sensaciones de los protagonistas de la selección española de fútbol en sus 100 años de historia.
En 2011 presenta La puerta de no retorno un documental sobre el retorno de su propio padre a su país, Benín, 37 años después de haberlo abandonado y cómo intenta reconciliarse con su pasado.
En abril de 2013 se estrena Alacrán enamorado, su última película como director.
En 2014 dirigió el anuncio de la Lotería de Navidad de ese año.

## Filmografía
| Año  | Título                    | Tipo         |
| ---- | ------------------------- | ------------ |
| 2004 | Cara sucia                | Cortometraje |
| 2005 | Mercancías                | Cortometraje |
| 2008 | El truco del manco        | Película     |
| 2009 | El alma de La Roja        | Documental   |
| 2011 | Mujeres ciudad juarez     | Cortometraje |
| 2011 | La puerta de no retorno   | Documental   |
| 2013 | Alacrán enamorado         | Película     |
| 2014 | Bar de Antonio            | Cortometraje |
| 2016 | Vernon Walks              | Cortometraje |
| 2016 | Christmas Blues           | Cortometraje |
| 2016 | Guardianes de la Historia | Serie de TV  |
| 2016 | Muna                      | Película     |
| 2021 | Hermanos                  | Cortometraje |

## Premios
Premios Goya
| Año  | Categoría      | Película           | Resultado |
| ---- | -------------- | ------------------ | --------- |
| 2008 | Director novel | El truco del manco | Ganador   |